# Йоновский, Ачо
Ачо (Ацо) Йоновский (макед. Ацо Јоновски, родился 29 декабря 1980 в Струге) — македонский гандболист, центральный защитник; тренер.

## Карьера

### Клубная
Гандболом занимался с 14 лет, начал выступление в «Струге». Первый тренер: Яковче Матлиеский. С 2000 по 2003 годы представлял «Пелистер», после уехал за границу, но ни в одном клубе не задерживался больше чем на сезон. В 2007 году подписал контракт с «Босной», в которой выступал три года, а затем вернулся на родину в состав «Металурга».

### В сборной
За сборные Македонии разных возрастных категорий сыграл более 125 матчей.